# Барон Гиффорд

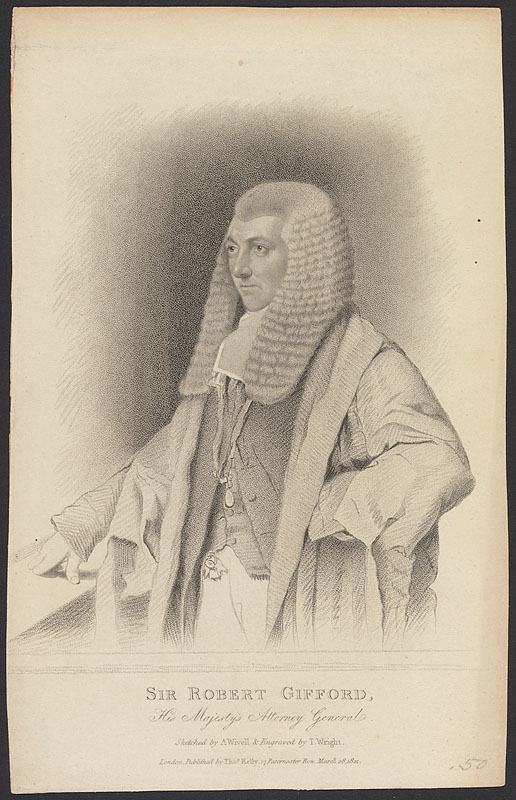
Роберт Гиффорд, 1-й барон Гиффорд (1779—1826)

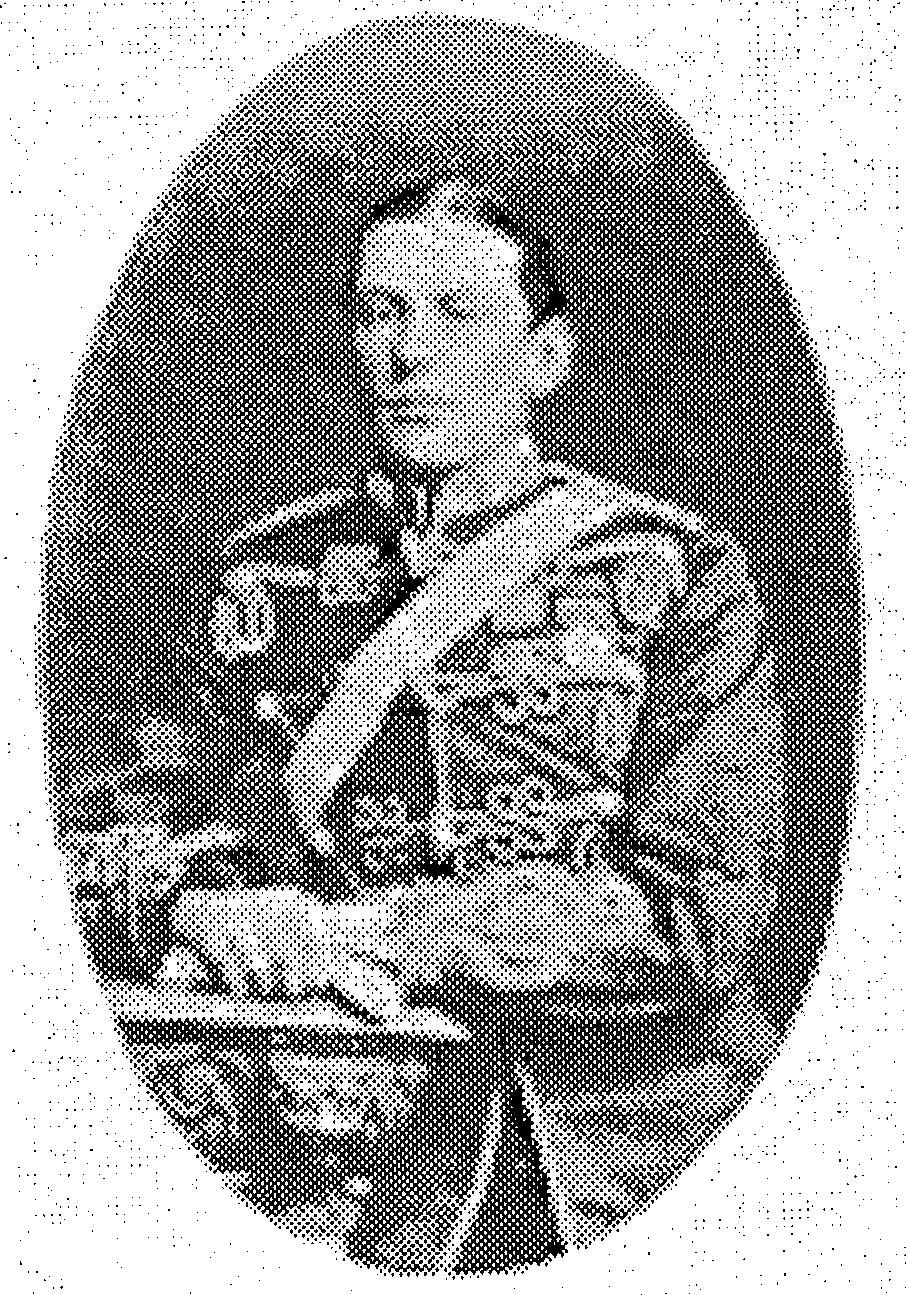
Майор Эдрик Фредерик Гиффорд, 3-й барон Гиффорд (1849—1911)

Барон Гиффорд из Сент-Леонардс в графстве Девоншир — наследственный титул в системе Пэрства Соединённого королевства. Он был создан 30 января 1824 года для адвоката, сэра Роберта Гиффорда (1779—1826). Он был депутатом Палаты общин от округа Ай (1817—1824), занимал должности генерального солиситора (1817—1819), генерального атторнея (1819—1824), главного судьи общей юрисдикции (1824) и начальника судебных архивов (1824—1826). Его внук, Эдрик Фредерик Гиффорд, 3-й барон Гиффорд (1849—1911), был солдатом и колониальным чиновником. В 1874 году он был награждён Крестом Виктории. После его смерти титул унаследовал его младший брат, 4-й барон Гиффорд (1857—1937), а затем их племянник, Чарльз Морис Элтон Гиффорд, 5-й барон Гиффорд (1899—1961). 
По состоянию на 2025 год носителем титула являлся сын последнего, Энтони Морис Гиффорд, 6-й барон Гиффорд (род. 1940), который сменил своего отца в 1961 году. Нынешний лорд Гиффорд — адвокат.
Достопочтенный Морис Рэймонд Гиффорд (1859—1910), четвертый сын 2-го барона Гиффорда, был военным.

## Бароны Гиффорд (1824)
- 1824—1826: Роберт Гиффорд, 1-й барон Гиффорд (24 февраля 1779 — 4 сентября 1826), сын Роберта Гиффорда;
- 1826—1872: Роберт Фрэнсис Гиффорд, 2-й барон Гиффорд[англ.] (19 марта 1817 — 13 мая 1872), старший сын предыдущего;
- 1872—1911: Майор Эдрик Фредерик Гиффорд, 3-й барон Гиффорд[англ.] (5 июля 1849 — 5 июня 1911), старший сын предыдущего;
- 1911—1937: Эдгар Беркли Гиффорд, 4-й барон Гиффорд[англ.] (8 марта 1857 — 29 января 1937), младший брат предыдущего;
- 1937—1961: Коммандер Чарльз Морис Элтон Гиффорд, 5-й барон Гиффорд (4 марта 1899 — 16 апреля 1961), сын достопочтенного Мориса Рэймонда Гиффорда (1859—1910), внук 2-го барона Гиффорда;
- 1961 — настоящее время: Энтони Морис Гиффорд, 6-й барон Гиффорд (род. 1 мая 1940), единственный сын предыдущего;
  - Наследник титула: достопочтенный Томас Адам Гиффорд (род. 1 декабря 1967), единственный сын предыдущего.